# سونیا آلدن
سونیا آلدن (به انگلیسی: Sonja Aldén) (زاده ۲۰ دسامبر ۱۹۷۷) خواننده سوئدی است.